# Dédala (escultura)

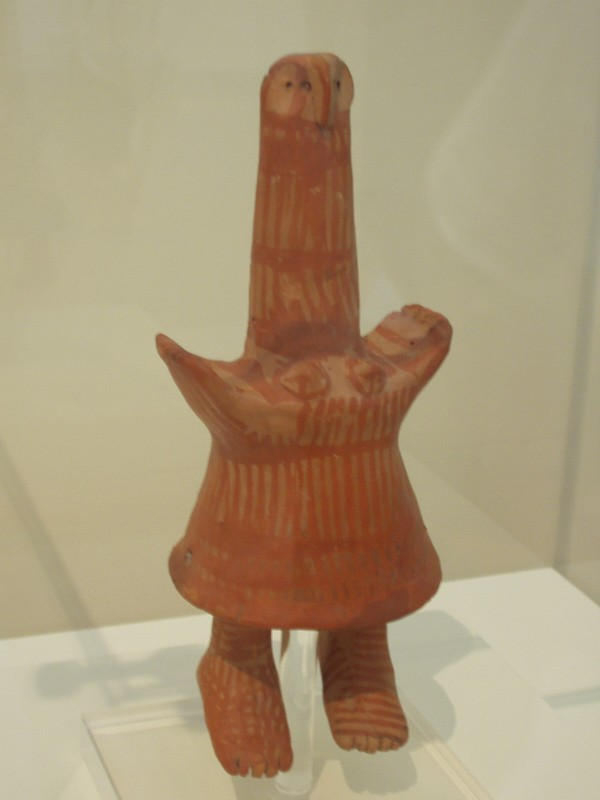
Un dédala arcaica de cerámica que representa a Atenea Glaukopis (Atenea cara de búho), utilizada como mascota de los Juegos Olímpicos de 2004 (Museo Arqueológico Nacional de Atenas).

Una dédala es un tipo de escultura atribuida a Dédalo, el legendario artista griego, quien está conectado en leyenda con la Edad de Bronce de Creta y con el período más temprano de la escultura arcaica de la Edad de Bronce de Grecia. Las leyendas sobre Dédalo lo reconocen como hombre y como encarnación mítica. Fue el reputado inventor de la agalmata, estatuas de dioses que podían abrir los ojos y tenían extremidades móviles, una manifestación convincente del misterio de la divinidad. Estas estatuas eran tan realistas que Platón señaló su sorprendente y desconcertante movilidad, que fue lograda con técnicas claramente idénticas a las de las «daidala». 
El geógrafo y escritor Pausanias creía que estas imágenes de madera conocidas como «dédalas» existían ya antes del tiempo de Dédalo. Alberto Pérez-Gómez fue quien sugirió la conexión, como un juego de palabras entre el nombre Dédalo y la palabra griega «Δαίδαλα», que significa hacer o fabricar.
Estas esculturas revelan influencias orientales, conocidas como período orientalizante del arte griego. La orientalización es particularmente evidente en la cabeza vista de frente; que parece la cabeza de un oriental, con el pelo tipo peluca, pero más angular, con la cara de forma triangular, ojos grandes y una nariz prominente. El cuerpo femenino es geométricamente plano, con cintura alta y vestido amorfo.